# USS Olympia (SSN-717)
Lo USS Olympia (hull classification symbol SSN-717) è stato un sottomarino nucleare di classe Los Angeles, seconda nave della Marina degli Stati Uniti a prendere il nome dalla città di Olympia, Washington.
Il contratto di costruzione venne assegnato alla Newport News Shipbuilding and Dry Dock Company di Newport News, (Virginia) il 15 settembre 1977 e l'impostazione della chiglia avvenne il 31 marzo 1981. Il varo avvenne il 30 aprile 1983 sotto il patrocinio del signora Dorothy Williams.

## Storia
Lo USS Olympia entrò in servizio il 17 novembre 1984 con l'allora capitano William C. Hughes Jr. al comando.
Nel febbraio del 1986 il sottomarino fu assegnato al Submarine Squadron 7 (SUBRON SEVEN) e fu trasferito a Pearl Harbor, nelle Hawaii.
Nel 1998, l'Olympia divenne il primo sottomarino con sede nel Pacifico ad attraversare il Canale di Suez in oltre 35 anni.
Il 17 aprile 2003 lo USS Olympia lasciò il porto di Pearl Harbor per eseguire un dispiegamento di sei mesi nel quale condusse operazioni nel Pacifico occidentale. All'arrivo nell'AoR (aree di responsabilità) della 7ª flotta degli Stati Uniti, l'Olympia si unì all'esercitazione Tandem Thrust, un'esercitazione a tre servizi nel Pacifico occidentale, in prossimità delle Isole Marianne settentrionali. Il sottomarino ingaggiò con successo i sottomarini delle forze di opposizione e si guadagnò il soprannome di "Lancia silenziosa", esibendo superiorità tattica durante le operazioni con il gruppo d'attacco della USS Carl Vinson. Dopo le visite ai porti di Saipan e Sasebo, in Giappone, l'Olympia transitò a Jinhae-gu, nella Repubblica di Corea, per una visita al porto di sette giorni. Il 23 ottobre, lo USS Olympia tornò al porto di origine dopo un normale dispiegamento durato sei mesi.
7 febbraio 2005 L'Olympia partì per uno schieramento programmato nel Pacifico occidentale, come parte del gruppo d'attacco della USS Carl Vinson. Il 6 agosto, lo USS Olympia tornò a Pearl Harbor dopo un periodo di sei mesi. Nonostante le lunghe ore e le numerose missioni, l'equipaggio ebbe l'opportunità di visitare molti porti, tra cui Saipan, in Giappone, Singapore e Guam. Nel mese di giugno, quando il sottomarino visitò la sede della forza sottomarina della Repubblica di Corea a Jinhae-gu, i marinai coreani offrirono all'equipaggio dell'Olympia l'opportunità di visite guidate dei loro sottomarini. Dopo la visita al porto, il sottomarino classe Los Angeles si unì al sottomarino ROKN Lee Sun Shin per condurre un'esercitazione. Lo USS Olympia arrivò a Guam il 6 luglio per un periodo di riparazione di 10 giorni insieme al tender sottomarino USS Frank Cable. Dopo aver completato il periodo di manutenzione, condusse diverse esercitazioni con un altro sottomarino, un cacciatorpediniere e un aereo da pattugliamento marittimo, culminate con un'esercitazione di lancio di siluri.
Il 1 aprile 2009 la USS Olympia completò un'operazione triennale di Engineered Refuelling Overhaul (ERO) del valore di 190,5 milioni di dollari presso il cantiere navale navale di Pearl Harbor.
Il 18 giugno 2010 l'Olympia lasciò la base congiunta di Pearl Harbor-Hickam per uno schieramento programmato nel Pacifico occidentale. Il 16 agosto, l'Olympia ormeggiò al molo di Akasaki a Sasebo, in Giappone, per uno scalo in porto di due giorni. Il 10 ottobre il sottomarino d'attacco classe Los Angeles fece una breve sosta a Okinawa, in Giappone, per trasferimento del personale, Successivamente eseguì una breve sosta a Sasebo il 29 ottobre. Il 17 dicembre lo USS Olympia tornò a Pearl Harbor dopo un dispiegamento durato sei mesi.
Il 25 agosto 2014 lo USS Olympia lasciò la base congiunta di Pearl Harbor-Hickam per eseguire uno schieramento programmato nel Pacifico occidentale. Il 1º settembre il sottomarino d'attacco di classe Los Angeles ormeggiò al Romeo Wharf nel porto di Apra, Guam, per uno scalo di routine. In seguito eseguì una breve sosta a White Beach, Okinawa, il 19 settembre. Il 17 ottobre, lo USS Olympia ormeggiò al molo di Akasaki a Sasebo, in Giappone, per uno scalo in porto di una settimana. Il 2 novembre, il sottomarino ormeggiò a Yokosuka per una breve sosta in porto, per poi farci ritorno dal 20 al 24 novembre. Dal 9 al 16 gennaio ormeggiò di nuovo a Inport Sasebo. Successivamente eseguì una ulteriore breve sosta ad Okinawa il 24 gennaio. Il 30 gennaio 2015 lo USS Olympia fece tappa a Jinhae-gu, per uno scalo in porto di sei giorni prima di partecipare ad esercitazioni navali congiunte. Il 25 febbraio, l'Olympia ritornò a Pearl Harbor dopo un dispiegamento durato sei mesi.

### Tavola da cribbage O'Kane
Quando l'USS Bremerton divenne inattivo nell'agosto del 2018, l'Olympia divenne il più antico sottomarino d'attacco commissionato in servizio attivo nella flotta del Pacifico. Seguendo una tradizione che risale alla seconda guerra mondiale, la tavola da cribbage dell'ammiraglio Richard O'Kane fu trasferita dal Bremerton all'Olympia. Quando l'Olympia venne trasferito al cantiere navale di Puget Sound per lo smantellamento il 29 ottobre 2019, la tavola venne poi trasferita nel reparto dello USS Chicago, che divenne da quel momento il più antico sottomarino d'attacco rapido attivo della flotta del Pacifico.

### Ultimo dispiegamento
Il 7 gennaio 2019 lo USS Olympia partì dal porto di partenza per eseguire operazioni di routine nella propria aera di operazione. Successivamente eseguì svariate brevi soste a Pearl Harbor il 15 gennaio, dal 18 al 19 gennaio, il 22 gennaio e infine il 25 gennaio.
Il 7 febbraio, lo USS Olympia lasciò Pearl Harbor per uno schieramento programmato nell'AoR della 6ª flotta degli Stati Uniti. Il 20 febbraio transitò nel Canale di Panama in direzione nord. Il 13 aprile il sottomarino transitò nello Stretto di Moyle in direzione sud, sabato mattina, dopo aver partecipato all'esercitazione NATO Joint Warrior 19-1, al largo della costa occidentale e settentrionale della Scozia. Successivamente ormeggiò alla base navale di Sua Maestà (HMNB) Clyde a Faslane dal 13 al 19 aprile. Il 15 maggio il sottomarino ormeggiò nella base navale di Sua Maestà (HMNB) a Gibilterra, territorio britannico d'oltremare, per una disponibilità di riparazione del viaggio di metà schieramento di 20 giorni (VRAV). In seguito fece scalo nella baia di Suda, Creta, dal 6 al 12 luglio. l'8 settembre 2019 lo USS Olympia tornò alla base congiunta di Pearl Harbor-Hickam dopo un dispiegamento di sette mesi intorno al mondo.

### Inattivazione e disattivazione
L'Olympia arrivò a Bremerton, Washington, il 31 ottobre 2019, per l'inattivazione e lo smantellamento. Il sottomarino venne ufficialmente posto nello stato di riserva, inattivata ma in servizio il 6 agosto 2020 e venne dismesso ufficialmente il 5 febbraio 2021. Come tutti gli altri sottomarini statunitensi recenti, l'ex Olympia entrò programma di riciclaggio di navi e sottomarini della Marina degli Stati Uniti.

## Comandanti
Lista di comandanti dell'USS Olympia e relativa data di assunzione del comando:
1. Capitano William Charles Hughes Jr.: 17 novembre 1984;
2. Comandante Lawrence Joseph Mack Jr.: 13 dicembre 1984;
3. Comandante Lee Bradford Taylor: 4 settembre 1987;
4. Comandante John Christian McMacken: 1 giugno 1990;
5. Comandante Thomas Edward Digan: 20 agosto 1991;
6. Comandante Manuel Ambrosi Malagon-Fajar: 25 febbraio 1994;
7. Comandante Kevin Robert Johnson: settembre 1996;
8. Comandante James Randolph Burke: 7 gennaio 1999;
9. Comandante Robert John Brennan: 20 marzo 2000;
10. Comandante Paul Alexander Marconi: 3 settembre 2002;
11. Comandante James Edwin Horten: 10 agosto 2005;
12. Comandante Michael R. Coughlin: 25 aprile 2008;
13. Comandante Michael James Boone: 4 marzo 2011;
14. Comandante Thomas Hall Shugart III: 20 novembre 2013;
15. Comandante Benjamin Joseph Selph: 25 maggio 2016;
16. Comandante James W. Steffen: 5 novembre 2019.

## Riconoscimenti
|                                                           |  |                             |  |                             |
| Template:Ribbon devices/alt · Template:Ribbon devices/alt |  |                             |  |                             |
| Bronze star · Template:Ribbon devices/alt                 |  | Template:Ribbon devices/alt |  | Template:Ribbon devices/alt |